# 野尻晴一
野尻 晴一（のじり せいいち、1981年1月20日 - ）は、富山県高岡市出身のプロバスケットボール選手である。ポジションはフォワード。194cm、76kg。bjリーグ、富山グラウジーズに所属した。田臥世代の一人。
高岡商業高等学校と法政大学の卒業生。

## 人物
高岡商業高校ではインターハイ・ウィンターカップ、法政大学進学後もインカレ・オールジャパンに出場した。
卒業後の2003年、大塚商会アルファーズに入団。
2006年、bjリーグの富山グラウジーズからドラフト全体15位（5巡目）指名を受け入団。2008年に退団。
現在は、自営で塗装店を営む。地元の富山県商工会議所青年部連合会の副会長。